# Howelliella
Howelliella é um género botânico pertencente à família Plantaginaceae. Tradicionalmente este gênero era classificado na família das Scrophulariaceae.

## Espécie
Howelliella ovata

## Nome e referências
Howelliella  (Eastw.) Rothm.